# Lougres
Lougres és un municipi francès situat al departament del Doubs i a la regió de Borgonya - Franc Comtat. L'any 2007 tenia 747 habitants.

## Demografia

### Població
El 2007 la població de fet de Lougres era de 747 persones. Hi havia 292 famílies de les quals 54 eren unipersonals (27 homes vivint sols i 27 dones vivint soles), 102 parelles sense fills, 105 parelles amb fills i 31 famílies monoparentals amb fills.
La població ha evolucionat segons el següent gràfic:
Habitants censats

### Habitatges
El 2007 hi havia 312 habitatges, 295 eren l'habitatge principal de la família, 4 eren segones residències i 13 estaven desocupats. 289 eren cases i 20 eren apartaments. Dels 295 habitatges principals, 266 estaven ocupats pels seus propietaris i 29 estaven llogats i ocupats pels llogaters; 1 tenia una cambra, 6 en tenien dues, 21 en tenien tres, 72 en tenien quatre i 194 en tenien cinc o més. 263 habitatges disposaven pel capbaix d'una plaça de pàrquing. A 109 habitatges hi havia un automòbil i a 163 n'hi havia dos o més.

### Piràmide de població
La piràmide de població per edats i sexe el 2009 era:
| Homes | Edats   | Dones |
| ----- | ------- | ----- |
| 0     | 95 o +  | 4     |
| 0     | 90 a 94 | 0     |
| 0     | 85 a 89 | 4     |
| 0     | 80 a 84 | 4     |
| 16    | 75 a 79 | 12    |
| 4     | 70 a 74 | 28    |
| 20    | 65 a 69 | 16    |
| 20    | 60 a 64 | 36    |
| 28    | 55 a 59 | 32    |
| 20    | 50 a 54 | 12    |
| 20    | 45 a 49 | 12    |
| 52    | 40 a 44 | 40    |
| 16    | 35 a 39 | 16    |
| 24    | 30 a 34 | 24    |
| 12    | 25 a 29 | 12    |
| 8     | 20 a 24 | 4     |
| 16    | 15 a 19 | 24    |
| 48    | 10 a 14 | 20    |
| 32    | 5 a 9   | 20    |
| 20    | 0 a 4   | 20    |

## Economia
El 2007 la població en edat de treballar era de 464 persones, 341 eren actives i 123 eren inactives. De les 341 persones actives 311 estaven ocupades (168 homes i 143 dones) i 32 estaven aturades (20 homes i 12 dones). De les 123 persones inactives 58 estaven jubilades, 30 estaven estudiant i 35 estaven classificades com a «altres inactius».

### Ingressos
El 2009 a Lougres hi havia 307 unitats fiscals que integraven 799 persones, la mediana anual d'ingressos fiscals per persona era de 18.553 €.

### Activitats econòmiques
Dels 12 establiments que hi havia el 2007, 1 era d'una empresa de fabricació d'altres productes industrials, 4 d'empreses de construcció, 4 d'empreses de comerç i reparació d'automòbils, 2 d'empreses d'hostatgeria i restauració i 1 d'una empresa de serveis.
Dels 5 establiments de servei als particulars que hi havia el 2009, 1 era una lampisteria, 1 electricista, 1 veterinari i 2 restaurants.
L'any 2000 a Lougres hi havia 9 explotacions agrícoles que ocupaven un total de 188 hectàrees.

## Equipaments sanitaris i escolars
El 2009 hi havia una escola elemental.

## Poblacions més properes
El següent diagrama mostra les poblacions més properes.